# Saint-Étienne-de-Fontbellon
Saint-Étienne-de-Fontbellon – miejscowość i gmina we Francji, w regionie Owernia-Rodan-Alpy, w departamencie Ardèche.
Według danych na rok 1990 gminę zamieszkiwały 2143 osoby, a gęstość zaludnienia wynosiła 225 osób/km² (wśród 2880 gmin regionu Rodan-Alpy Saint-Étienne-de-Fontbellon plasuje się na 407. miejscu pod względem liczby ludności, natomiast pod względem powierzchni na miejscu 1158.).

## Populacja

Populacja Saint-Étienne-de-Fontbellon w latach 1962-2008